# ハッコウマーチ
ハッコウマーチとは日本の競走馬である。高知競馬場で連勝記録の日本新記録を達成する可能性がある馬として、大きなブームを巻き起こした。

## 概要
- 特記事項なき場合、本節の出典は参考文献

3歳の1991年6月10日に園田競馬場でデビューし勝利すると、順調に使われ、翌4歳の1992年2月12日には当時の兵庫アラブ三冠の1冠目の菊水賞で重賞初勝利を挙げる。2冠目である楠賞全日本アラブ優駿では4着に終わり、3冠目の六甲盃では2着に終わっている。古馬編入後も順調に使われていたものの、5歳になった1993年3月16日に古馬のオープン競走を最後に屈腱炎を発症し、長期休養を余儀なくされる。6歳になった1年半後の1994年9月7日に大阪スポーツ賞で復帰するものの、8頭立ての7着に終わり、屈腱炎で順調に使えない事から、高知競馬場に移籍することとなった。
高知競馬場では1995年2月4日のC1級2組で見事転入初勝利を飾った。高知競馬転入当初はあまり注目されておらず、高知競馬転入後は連勝街道を走っていたものの、内にもたれる癖があり、いつか負けるであろうと見られていたという。それが10連勝・15連勝と積み重ねるうちに注目され始め、1996年2月11日の南国梅花賞で高知競馬場での重賞初勝利を飾る。その後も連勝街道をつき走り、1996年12月1日の山茶花特別で1967年にトモエゴゼンが記録した日本記録の26連勝に並ぶ。
そして、連勝記録の新記録がかかった次走は大晦日の大一番である南国王冠・高知市長賞が選ばれ、単勝・複勝ともに1.0倍の圧倒的1番人気に支持される。日本新記録を見ようと高知競馬場にはレース前から1万人を大きく超える観客が集まり、スタンドは満員状態となった。レースがスタートするとハッコウマーチは好位からレースを進め、2周目の3コーナーで先頭に立つが、ゴール寸前で外から伸びてきたバイタルサインにかわされ、2着に終わり、日本新記録達成はならなかった。この時の高知競馬場は2周目の4コーナーをハッコウマーチが先頭で回ったあたりでスタンドが揺れるような地鳴りのような歓声に包まれ、バイタルサインにかわされゴールした瞬間、場内が静まり返り、数秒後には悲鳴に包まれたという。
南国王冠・高知市長賞で2着に敗れた後、高知で2戦しいずれも勝利した後、1997年3月9日に佐賀競馬場に遠征し、アラブ大賞典に出走する事となった。このレースには当時全国のアラブ代表格級の馬であった兵庫のケイエスヨシゼンや福山のタッチアップが出走しており、ハッコウマーチはその2頭に次ぐ3番人気であったが、南国王冠で早めの競馬で敗れたこともあり後方待機策をとり、先に抜け出した人気2頭を交わして優勝。当時の高知競馬では他地区に遠征して結果を残す馬はほとんどおらず、この勝利は高知競馬史に残る快挙であった。その後は地元の南国桜花賞に連覇をかけて出走したものの、ラッキーイチロウの2着に終わり、このレースを最後に登録を抹消されている。
その後、種牡馬になったものの、産駒は存在せず、1998年6月1日に用途変更になっている。

## エピソード
- 参考文献において、橋口浩二アナウンサーが取材に応じ、南国王冠・高知市長賞当日の状況について振り返り、「後にも先にもこのようなことはもうないでしょう」と発言している[6]。
- ハッコウマーチは1995年2月の高知転入時C1級からスタートしており、C1級を3連勝した後、1995年4月には当時の最下級クラスであるC5級に降級した。これは高知競馬が3月末と9月末時点で過去2年分の賞金で番組賞金を計算する編成替えを年2回行っているためである。これは現在だけでなくハッコウマーチの高知在籍時代も同じ計算方法で行われていた[7]。

## 血統表
| ハッコウマーチの血統          | ハッコウマーチの血統             | ハッコウマーチの血統   | （血統表の出典）   | （血統表の出典）   |
| 父系                          | ザテトラーク系                   | ザテトラーク系         | ザテトラーク系     | [ § 2 ]            |
| 父 ハツタダイドウ 1990 栗毛   | 父の父スマノダイドウ 1970 鹿毛   | ミトタカラ             | タカクラヤマ       | タカクラヤマ       |
| 父 ハツタダイドウ 1990 栗毛   | 父の父スマノダイドウ 1970 鹿毛   | ミトタカラ             | 金友（アラブ）     |                    |
| 父 ハツタダイドウ 1990 栗毛   | 父の父スマノダイドウ 1970 鹿毛   | トキノメジロ（サラ系） | メジロオー（サラ） | メジロオー（サラ） |
| 父 ハツタダイドウ 1990 栗毛   | 父の父スマノダイドウ 1970 鹿毛   | トキノメジロ（サラ系） | トキノハツエ       |                    |
| 父 ハツタダイドウ 1990 栗毛   | 父の母オーエヌカリム 1970 黒鹿毛 | カリム（サラ）         | Nearco             | Nearco             |
| 父 ハツタダイドウ 1990 栗毛   | 父の母オーエヌカリム 1970 黒鹿毛 | カリム（サラ）         | skylarking         |                    |
| 父 ハツタダイドウ 1990 栗毛   | 父の母オーエヌカリム 1970 黒鹿毛 | セフトイチ             | セフトワイ（サラ） | セフトワイ（サラ） |
| 父 ハツタダイドウ 1990 栗毛   | 父の母オーエヌカリム 1970 黒鹿毛 | セフトイチ             | 義浪（アラブ）     |                    |
| 母 ハツコウタイム 1981 黒鹿毛 | 母の父タイムライン 1969 栗毛     | タガミホマレ           | ミネフジ           | ミネフジ           |
| 母 ハツコウタイム 1981 黒鹿毛 | 母の父タイムライン 1969 栗毛     | タガミホマレ           | バイオレツト       |                    |
| 母 ハツコウタイム 1981 黒鹿毛 | 母の父タイムライン 1969 栗毛     | リユウエイ             | シユンエイ         | シユンエイ         |
| 母 ハツコウタイム 1981 黒鹿毛 | 母の父タイムライン 1969 栗毛     | リユウエイ             | タツリユウ         |                    |
| 母 ハツコウタイム 1981 黒鹿毛 | 母の母ハツコマ 1972 鹿毛         | ブロウニー             | トモエベビー       | トモエベビー       |
| 母 ハツコウタイム 1981 黒鹿毛 | 母の母ハツコマ 1972 鹿毛         | ブロウニー             | コンドル           |                    |
| 母 ハツコウタイム 1981 黒鹿毛 | 母の母ハツコマ 1972 鹿毛         | クニハヤテ             | ホースニユース     | ホースニユース     |
| 母 ハツコウタイム 1981 黒鹿毛 | 母の母ハツコマ 1972 鹿毛         | クニハヤテ             | ヒメハヤテ         |                    |
| 5代内の近親交配               | セフト 5×5                       | セフト 5×5             | セフト 5×5         |                    |
| 出典                          | 1. 2.                            | 1. 2.                  | 1. 2.              | 1. 2.              |